# Condado de Lunenburg
El condado de Lunenburg (en inglés: Lunenburg County), fundado en 1746, es uno de 95 condados del estado estadounidense de Virginia. En el año 2000, el condado tenía una población de 13,146 habitantes y una densidad poblacional de 12 personas por km². La sede del condado es Lunenburg.

## Geografía
Según la Oficina del Censo, el condado tiene un área total de 1119 km² (432 mi²), de la cual 1116 km² (430,9 mi²) es tierra y 3 km² (1,2 mi²) (0.16%) es agua.

### Condados adyacentes
- Condado de Prince Edward (norte)
- Condado de Nottoway (noreste)
- Condado de Brunswick (este)
- Condado de Mecklenburg (sur)
- Condado de Charlotte (oeste)

## Demografía
Según la Oficina del Censo en 2000, los ingresos medios por hogar en el condado eran de $27,899, y los ingresos medios por familia eran $34,302. Los hombres tenían unos ingresos medios de $26,496 frente a los $20,237 para las mujeres. La renta per cápita para el condado era de $14,951. Alrededor del 20.00% de la población estaban por debajo del umbral de pobreza.

## Localidades
- Kenbridge
- Victoria

### Comunidades no incorporadas
- Lunenburg
- Meherrin
- Fort Mitchell